# Le memorie di Maigret
Le memorie di Maigret (titolo originale francese Les mémoires de Maigret) è un romanzo di Georges Simenon con protagonista il Commissario Maigret.
Il romanzo è stato scritto alla tenuta Shadow Rock Farm di Lakevilla (Connecticut), negli Stati Uniti d'America, dal 19 al 27 settembre 1950, pubblicato per la prima volta in Francia nel gennaio del 1951 presso l'editore Presses de la Cité.
È il trentacinquesimo romanzo dedicato al celebre commissario.

## Trama
Maigret si sostituisce al suo autore e racconta di un incontro avuto al Quai des Orfèvres con lo scrittore e giornalista Georges Sim (uno degli pseudonimi più utilizzati da Simenon), venuto per conoscere i metodi di indagine reali. Il commissario parla del padre e della sua infanzia in campagna, della morte di parto della madre quando lui aveva otto anni, quando il padre lo ha affidato a una zia, sposa di un panettiere di Nantes, dove ha studiato, riuscendo a vedere il padre solo durante le vacanze. Avrebbe voluto studiare medicina, ma ha dovuto interrompere gli studi per ragioni economiche, alla morte del padre. Ricorda l'incontro con Louise Maigret, che ha poi sposato, e alcune delle prime indagini svolte in polizia, ma anche delle indagini più famose. Esprime il suo disappunto per il ritratto che Simenon fa del suo personaggio, benché dichiara di sentire per lui amicizia, ed espone le sue opinioni sugli attori che lo hanno interpretato al cinema o su alcune contraddizioni rilevate ai romanzi che lo vedono protagonista.

## Edizioni
Il romanzo è stato pubblicato per la prima volta presso l'editore Presses de la Cité nel 1951. Una parte era uscita lo stesso anno sul mensile "Constellation", nn° 34-37, da febbraio a maggio.
In Italia è apparso per la prima volta nel 1957, tradotto da Paolo Braccialarghe e pubblicato da Mondadori nella collana "Il girasole. Biblioteca economica Mondadori" (n° 93). Sempre per lo stesso editore è stato ripubblicato in altre collane o raccolte tra gli anni sessanta e novanta (dal 1990 nella traduzione di Marianna Basile). Nel 2000 il romanzo è stato pubblicato presso Adelphi, sempre con il titolo Le memorie di Maigret, tradotto da Marco Bevilacqua, nella collana dedicata al commissario (parte de "gli Adelphi", al n° 207). È stato poi incluso nella raccolta Romanzi II (2010) presso lo stesso editore nella collana "La nave Argo" (n° 12).

## Film e televisione
Il romanzo non è mai stato portato sullo schermo, ma c'è stata una versione radiofonica: Le canzoni di casa Maigret, sceneggiatura di Umberto Ciappetti, regia di Andrea Camilleri, in 13 puntate dal 9 gennaio al 3 aprile 1972.